# Борцы (картина Этти)
«Борцы» (англ. The Wrestlers) — картина английского художника Уильяма Этти, написанная им в 1840 году. На работе изображён борцовский поединок между чёрным и белым человеком под ярким светом, из-за чего на их телах, покрытых потом, выделяется развитая мускулатура. Этти был известен живописью с изображением обнажённой женской натуры в контексте исторических и мифологических сюжетов, но также и рядом портретов мужчин, принимающих участие в различных видах боевых искусств. Время создания картины характеризуется возрастающим интересом художников к теме спорта, вследствие чего работа рассматривается как отражение этой тенденции и как продолжение английской традиции заимствования мотивов из античного искусства. В то же время в творчестве Этти сильно развито дидактическое начало, и неизвестно, выбрал ли он эту тему для в качестве высказывания по социальным проблемам или просто потому, что заинтересовался контрастом между черным и белым тонами тел.
Несмотря на отсутствие документальных сведений, можно предположить, что картина была написана за три вечера в тесном и жарком помещении натурного класса Королевской академии на Трафальгарской площади. «Борцы», вероятно, были выставлены в рамках крупной ретроспективы работ Этти в 1849 году, а затем отправлены в частную коллекцию, оказавшись забытыми на следующие сто лет. В 1947 году картина была выставлена на продажу и куплена для Художественной галереи Йорка, где и находится в настоящее время.

## Контекст
Уильям Этти (1787—1849), седьмой сын мельника и пекаря из Йорка, сначала поступил в ученики к печатнику в Халле, и по завершении семилетнего обучения намереваясь стать художником в возрасте около 18 лет переехал в Лондон. В январе 1807 года в качестве стажера он был принят в Школу Королевской академии, в июле стал студентом известного портретиста Томаса Лоуренса, и пробыл под его началом один год. Находясь под сильным влиянием работ Тициана и Рубенса, Этти прославился написанием обнаженных фигур в произведениях на библейские, литературные и мифологические сюжеты. Многие из коллег-сверстников Этти восхищались его мастерством, и в 1828 году он был избран королевским академиком, раньше чем Джон Констебл. Этти приобрёл известность и уважение своей способностью передавать тончайшие нюансы при изображении человеческого тела, а также умелым применением контрастов в изображении персонажей.

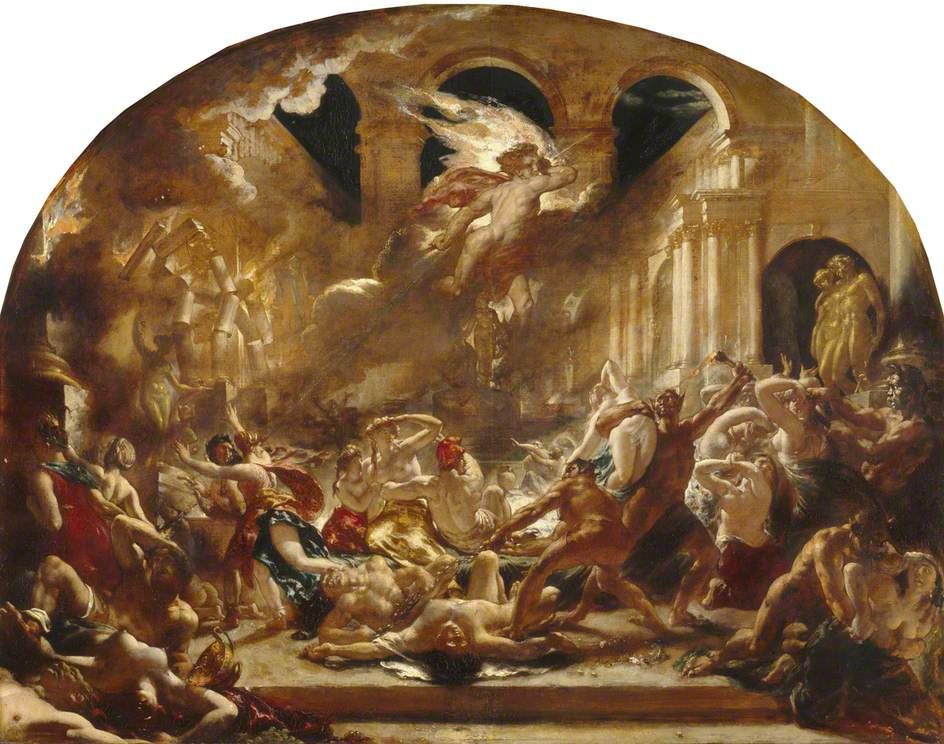
«Уничтожение ангелом демонов зла и прерывание оргии порочности и несдержанности», Уильям Этти, 1832 год.

С 1820 по 1829 год Этти создал пятнадцать картин, на четырнадцать из которых была обнажённая натура. В то время как некоторые картины зарубежных художников данного жанра находились в английских частных коллекциях, в самой Англии не было традиции изображения обнажённого тела, а выставка и распространение среди общественности подобных картин было запрещено в 1787 году Прокламацией для противодействия пороку. Этти был первым британским художником, специализировавшемся на изображении обнажённой натуры, и реакция низших классов на его картины вызывала озабоченность на протяжении всего XIX века. Хотя его картины с обнажёнными мужчинами, как правило, хорошо принимались из-за сюжетов с мифологическими героями и классической борьбой, которые считались приемлемыми в Англии, многие критики осуждали Этти за неоднократные изображения женской наготы, считая их «неприличными».
Подвергнувшись нападкам со стороны прессы в изображении непристойности, отсутствии творческого начала и вкуса, Этти решил написать картину, укладывающуюся в рамки морали того времени и доказывающую несправедливость обвинений. Результатом этих намерений стала работа 1832 года «Уничтожение ангелом демонов зла и прерывание оргии порочности и несдержанности» (англ. The Destroying Angel and Daemons of Evil Interrupting the Orgies of the Vicious and Intemperate), на которой показано как люди, посмевшие обнажиться, подверглись божьей каре. Многие критики расценили эту картину как противопоставление произведениям с обнажённой натурой, которыми славился Этти, а некоторые даже как личное покаяние художника или отказ от прошлых работ. Несмотря на это Этти остался известным художником, специализировавшимся на обнажённой натуре, но предпринимающем сознательные усилия для отображения в своих работах уроков нравственности.

## Композиция
Работа «Борцы» представляет собой набросок маслом с натуры, изображающий борьбу чёрного и белого мужчин. На первый взгляд кажется, что белый борец доминирует, но на самом деле размеры фигур соответствуют друг другу, что было необычным для Великобритании того времени, характеризующейся общим убеждением в том, что чернокожие люди являются более физически слабыми, чем белые. Борьба, происходящая при ярком свете, предлагает зрителю провести интенсивные сопоставления между интимностью и насилием, темной и светлой кожей, твердой и мягкой поверхностями. В то время как чёрный борец полностью обнажён, на белом надета набедренная повязка, хотя вполне возможно, что она была пририсована после смерти Этти. Интенсивный свет бросает глубокие тени, подчеркивающие изгибы и мускулатуру тел двух борцов, а также растяжение и смятие кожи под давлением рук. Действие происходит на фоне темно-зелёного занавеса и коричневых стен, а не на ринге.
В то время как установить личности борцов не представляется возможным, ведущий куратор британского искусства в галерее «Тейт» Элисон Смит предположила, что белым мужчиной, возможно, является Джон Уилтон Сомерсет, который также может быть послужил моделью для Маленького Джона на картине 1839 года Дэниела Маклиса «Робин Гуд и его весёлые люди развлекают Ричарда Львиное Сердце в Шервудском лесу» (англ. Robin Hood and His Merry Men Entertaining Richard the Lionheart in Sherwood Forest). Доказательством этого может послужить анонимная статья 1841 года, опубликованная в журнале «The Art-Union», в которой Уилтон был описан как джентльмен, уже в течение нескольких лет выращивающий свои усы и бороду, с которых он мог бы получать плодовитый урожай. В контексте того, что тела борцов блестят от пота, искусствовед Сара Виктория Тёрнер предположила, что этот факт был отображён не просто для драматического эффекта, но и в качестве свидетельства того, что после переезда Королевской академии в 1837 году в новое здание на Трафальгарской площади, студии были расположены в классах, представляющих собой тесные и плохо проветриваемые помещения, переполнявшиеся студентами и освещаемые газом, буквально накалявшим обстановку.

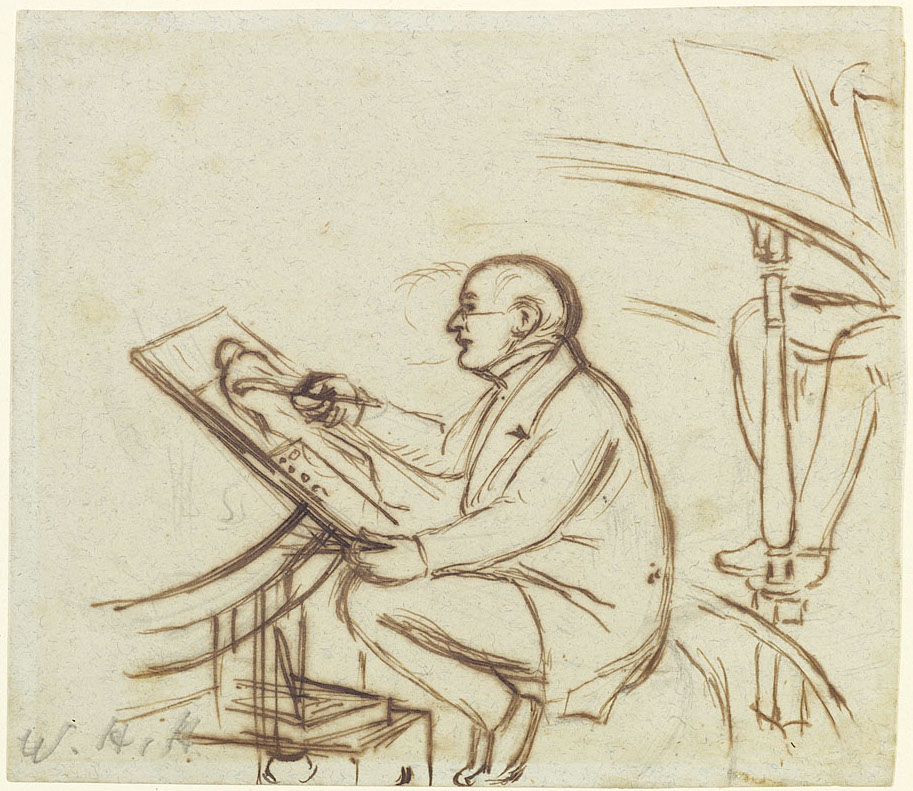
«Уильям Этти в натурном классе», Уильям Холман Хант, 1840 год.

Работа «Борцы», как полагают, была написана в 1840 году. Её размеры составляют 53,5 на 68,6 сантиметров. Вполне вероятно, что Этти писал вживую в одном из натурных классов Королевской академии, которые он, несмотря на свой статус, продолжал посещать на протяжении всей своей жизни. В то время студенты, как правило, работали в классе с одной моделью, и Этти иногда приглашал группу натурщиков, которые запечатлевались на холстах всеми художниками, причём, часто в позах с картин «старых мастеров», и документально подтвержденным фактом является то, что он приглашённые модели имели разный цвет кожи для контраста. Дэниел Маклис отмечал, что «в своё время, будучи студентом, я видел как он ставил три или четыре модели вместе. Иногда, они были группой граций; иногда, композицией из двух или трёх гладиаторов. Иногда, приглашались темный мужчина или желтоватая женщина, для живописного контраста и справедливого соотношения полов». Выполненные на толстом картоне, «Борцы», вероятно, были написаны за три вечера, по сложившейся привычке и обычному методу работы Этти. В первый вечер он намечал фигуры модели и задний план мелом или древесным углем, во второй вечер прописывал тела масляной краской, а в третий вечер добавлял тонкий слой глазури, а также дополнительные цвета.

## Тема
В Великобритании начала XIX века, среди художников наблюдалась тенденция изображения сильных и стройных мужчин, в качестве свидетельства того, что лучшие образцы британской мужественности достигли или превзошли эллинистический идеал, считавшийся в то время совершенством и моделью для подражания. Почти от всех художников можно было ожидать того, что они в рамках своего обучения увидят копии классических статуй, находящихся в британских музеях, или посетят Италию и Грецию, чтобы посмотреть на оригиналы in situ. Этти не стал исключением, совершив в 1816, 1822—24 и 1830 годах длительные визиты во Францию и Италию, во время которых сделал зарисовки с классических картин и статуй, а в 1840 и 1841 годах — в Бельгию, где увидел произведения Рубенса, которым очень восхищался. Сокращение использования ручного труда и нарастание промышленной революции привели к тому, что в высших кругах британского общества начали возникать опасения, что народ заблудится, мужчины потеряют достойный вид, станут недисциплинированными, вследствие чего появился спрос на картины спортивной тематики, которые мотивировали бы зрителя достичь физического идеала. Таким образом, популярными сюжетами для работ стали борьба и бокс, и на данные темы Этти написал ряд картин. В качестве моделей художники стали использовать боксеров и бойцов, обладавших силой и дисциплинированностью, необходимыми для длительных периодов позирования в студии. Этти и другим британским художникам хорошо была известна техника силового спорта, во многом благодаря знакомству со скульптурой «Борцы» из Уффици, рисование которой входило в обязательную программу Школы Королевской академии. Зарисовки этой статуи встречаются в ранних альбомах Этти.
В то время в использовании художниками цветных моделей не было ничего необычного, а Этти уже изображал чёрные и индийские фигуры, примером чего может служить картина «Торжество Клеопатры» (англ. The Triumph of Cleopatra; или «Прибытие Клеопатры в Киликию» — англ. The Arrival of Cleopatra in Cilicia), однако полотно, представляющее собой масштабное изображение обнажённых черной и белой фигур в интимной близости, выглядело очень необычно, и по утверждению Сары Виктории Тёрнер, единственным условием его существования была тема борьбы. Между тем, 1840 год, в который были написаны «Борцы», был годом проведения Всемирной антирабовладельческой конвенции в Лондоне, а также выставки картин «Невольничье судно» Уильяма Тёрнера и «Работорговля» Франсуа Биара, благодаря которым тема межрасовых отношений стала серьезной социальной и политической проблемой. В то время как черные борцы и боксеры, часто бывшие рабами из США или их потомками, выглядели необычно для Великобритании того периода, и даже после того, как бывший раб Том Молино выиграл чемпионат Англии по боксу в 1811 году, они по-прежнему воспринимались многими представителями общественности с подозрением. Невозможно установить, почему Этти решил изобразить чёрного и белого борца, но вполне возможно, что он был просто заинтересован контрастом между тонами тел, или потому, что видел «примитивных» чёрных мужчин близкими по духу или телосложению борцам классических цивилизаций.

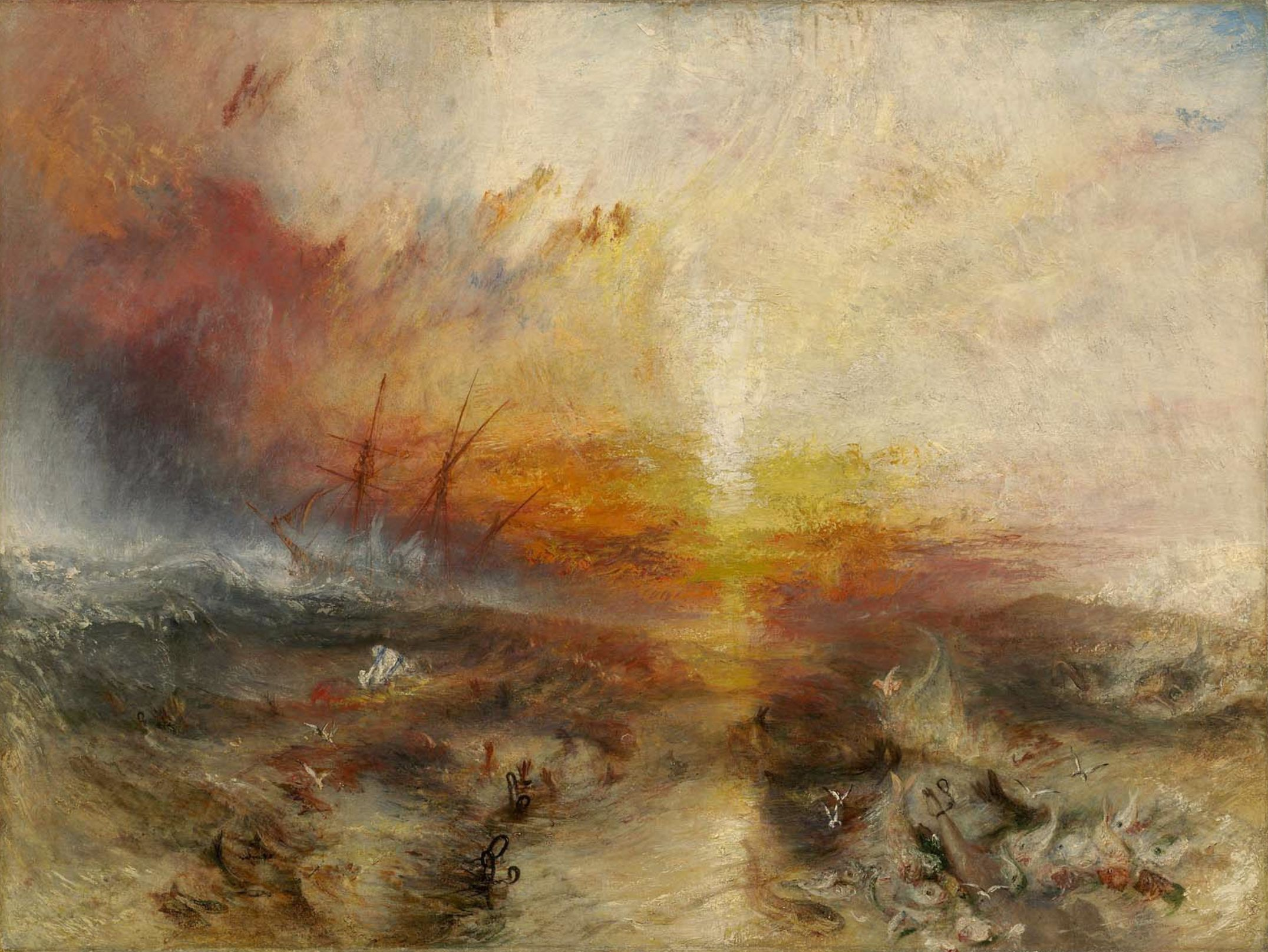
«Невольничье судно», Уильям Тёрнер, 1840 год.
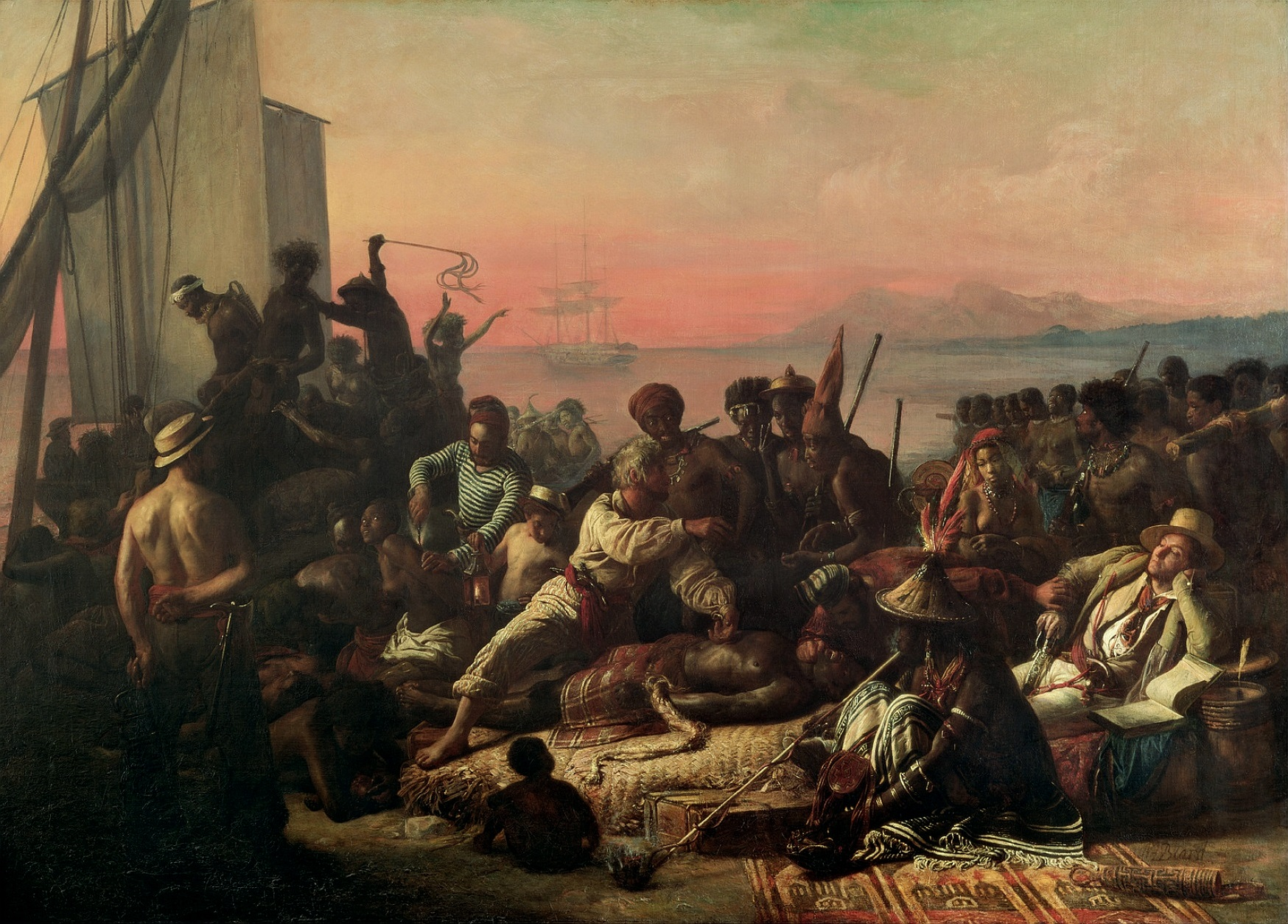
«Работорговля», Франсуа Биар, 1840 год.

## Судьба
«Борцы», с большой вероятностью, выставлялись в июне 1849 года в Королевском обществе искусств на ретроспективе более 130 работ Этти, незадолго до его смерти 13 ноября того же года. Словом «Борцы» Этти назвал три свои картины, и неизвестно какая из них тогда попала на данную выставку, хотя считается, что ею являлась именно эта работа. Записей или отзывов того времени о картине не обнаружено, и она, вероятно, была продана частному коллекционеру вместе с 800 работами, найденными в студии Этти после его смерти. Деннис Фарр в биографии Этти 1958 года, перечисляя полотна, выставлявшиеся в 1849 году, отметил их как «одолженные у К. У. Уасса», известного гравёра, выполнившего репродукции нескольких работ Этти. В связи с кончиной Этти, его работы начали пользоваться популярностью, однако вскоре интерес к ним снизился, и к концу XIX века стоимость всех его картин упала ниже их первоначальной цены, так как обнажённая натура очень быстро вышла из моды в Великобритании.
31 октября 1947 года «Борцы» были проданы частному коллекционеру, и арт-дилер Генри Монтегю Роланд в описании работы отмечал, что на ней «полуобнаженный старик движется вперед, а другой человек, смуглой комплекции и смотрящий назад, обхватывает его ноги. Картина, на мой взгляд, не только принадлежит кисти Этти, но и в самом деле очень хорошо написана, и, как объект, совершенно не подходящий для торговли произведениями искусства, она может пойти по очень дешевой цене». У коммерческих галерей картина не вызвала интереса, и была куплена Гражданским фондом Йорка за договорную цену в 30 гиней (31,50 фунтов стерлингов того времени, или около 680 фунтов стерлингов по состоянию на 2015 год). Она была немедленно помещена в коллекцию Художественной галереи Йорка, где и находится в настоящее время. Картина была одной из четырех работ Этти, выставлявшихся в 2002 году в галерее «Тейт», а также являлась центральным элементом крупной ретроспективы работ Этти в Художественной галерее Йорка, прошедшей с 2011 по 2012 год.